# جون ويلكينسون (فلاح)
جون ويلكينسون (بالإنجليزية: John Wilkinson)‏ هو فلاح أمريكي، ولد في 13 نوفمبر 1758 في رود آيلاند في الولايات المتحدة، وتوفي في 1802 في سيراكيوز في الولايات المتحدة.